# Carlos Bueno
Carlos Héber Bueno Suárez (ur. 10 maja 1980 w Artigas) – urugwajski piłkarz występujący najczęściej na pozycji napastnika.

## Kariera
Carlos bardzo wcześnie podjął treningi w miejscowym klubie Montevideo Wanderers. Wielki talent do piłki odziedziczył po ojcu – Eberze Bueno, który na początku lat 80. był czołowym strzelcem klubu CA Bella Vista.
W wieku 17 lat przeprowadził się do stolicy Urugwaju – Montevideo, gdzie sprowadzili go działacze najbardziej znanego klubu z kraju dwukrotnych mistrzów świata – CA Peñarol. Dość szybko zaczął odgrywać wiodącą rolę w rodzimej ekstraklasie. W 1998 roku został królem strzelców, zdobywając 24 bramki, wtedy też zadebiutował w reprezentacji Urugwaju. Selekcjonerem był wówczas Victor Pua, jednak pewniakami pozostawali inni gracze: Daniel Fonseca, Marcelo Zalayeta. Z czasem nastała era Diego Forlana i Alvaro Recoby. Bueno musiał zadowolić się graniem ogonów i siedzeniem na ławce rezerwowych. Nie został powołany na MŚ 2002. Jednak na Copa America 2004 Jorge Fossati, nowy trener Urusów, nie mógł powołać ani Recoby, ani Javiera Chevantóna. Tym samym Bueno stał się pierwszoplanową postacią urugwajskiego ataku. Charlie good (tak nazywają napastnika kibice i koledzy z drużyny) w drodze do pierwszej czołówki Copa America pokazał wielkie możliwości i tym samym odpłacił za zaufanie.
Dwukrotnie w barwach Peñarolu był mistrzem Urugwaju – w 1999, oraz 2003 roku.
W sezonie 05/06 przeszedł do francuskiego Paris Saint-Germain. Po roku został wypożyczony do Sportingu. W 2007 roku przeszedł do Boca Juniors, w którym rozegrał zaledwie siedem spotkań. Po roku postanowił odejść do swojego macierzystego klubu, Peñarolu.

## Sukcesy
- 1998: Król strzelców ekstraklasy Urugwaju (24 bramki)
- 1999: Mistrz Urugwaju w barwach Peñarolu.
- 2003: Mistrz Urugwaju w barwach Peñarolu.
- 2004: Występ na Copa América (strzelił 3 bramki w 4 meczach)